# Neopets
Neopets è un MMO creato nel 1999 da Adam Powell e Donna Williams. Consiste in una comunità online, accessibile gratuitamente, in cui è possibile creare creature immaginarie, denominate Neopet, che vivono nel mondo virtuale di Neopia. All'interno del sito è possibile accumulare Neopunti tramite minigiochi con cui acquistare cibo ed accessori per le proprie creature. Gli utenti possono interagire attraverso Neomail o raccogliersi in gilde.
Nel 2000 Doug Dohring ha acquistato il sito dai suoi creatori e ha fondato la Neopets, Inc.. L'azienda ha messo in commercio numerosi gadget tra cui peluche, libri e videogiochi. Il sito è disponibile in varie lingue: inglese, italiano, cinese, spagnolo, tedesco, francese, olandese e portoghese.
Neopets viene spesso descritto come l'incrocio tra Pokémon e Tamagotchi.

## Storia
Neopets è stato ideato da Adam Powell, studente dell'Università di Nottingham, nel 1997. Powell ha abbandonato gli studi e fondato la Shout! Advertising, società specializzata in pubblicità su Internet. Nel 1999 condivide la sua idea con Donna Williams, marketing manager per Shout! Advertising.
Powell e Williams creano il sito nel settembre 1999: Adam si occupa della programmazione web e del database, Donna gestisce la parte grafica. Il 15 novembre lanciano Neopets e, grazie al passaparola, a Natale ha già ricevuto oltre 600 000 impressioni al giorno. A causa degli elevati costi di gestione del sito, viene nominato amministratore delegato Doug Dohring di Neopets, Inc., fondata nel febbraio 2000. La compagna, che al 2001 conta solamente 65 dipendenti, inizia a realizzare profitti utilizzando una tecnica pubblicitaria denominata "pubblicità immersiva". Invece di inserire banner o pop-up all'interno del sito web, in Neopets i marchi vengono inclusi all'interno dei minigiochi presenti nel sito, in modo simile alle forme di pubblicità indiretta presenti nel cinema o in televisione.
Il 20 giugno 2005 Viacom acquista Neopets, Inc. per 160 milioni di dollari, con l'obiettivo di concentrarsi maggiormente sui banner invece che sulla pubblicità immersiva. Il primo giorno del 2006 FIFA World Cup, la Coppa Altador ha iniziato un evento di gaming internazionale annuale on-line ed ha avuto 10.4 milioni di partecipanti il primo anno. Il 27 aprile 2007 l'intero sito di Neopets viene interamente rinnovato. Il 17 luglio 2007 è stato lanciato il servizio NC Mall in una collaborazione con la società coreana di giochi Nexon Corporation. Il giorno successivo, la Viacom ha annunciato sul loro sito web che entro la fine del 2008, "Neopets dovrebbe diventare NeoStudios", che si concentrerà sullo sviluppo di un nuovo mondo virtuale delle esperienze del gioco online, mentre continua a crescere ed evolvere quelle esistenti." Nel 2011 Neopets ha creato la pagina ufficiale su Facebook, permettendo così agli utenti di collegarsi tramite i loro profili e giocare a "Neopets Treasure Adventure", guadagnando un tema e NP. Nel marzo 2014, JumpStart Games, un'azienda di giochi educativi per bambini, ha acquistato Neopets da Viacom per una cifra non divulgata. Nonostante alcune modifiche iniziali, i server del gioco hanno continuato a funzionare, mantenendo il gioco attivo per i suoi utenti storici. Tuttavia, il passaggio ha segnato un cambio nella direzione gestionale e negli aggiornamenti del sito. Con la fine del supporto per Adobe Flash Player alla fine del 2020, Neopets ha affrontato una sfida tecnica importante, poiché gran parte del sito e dei minigiochi erano basati su Flash. Nel luglio 2020, il team di Neopets ha annunciato che stava lavorando per convertire il sito in HTML5, garantendo la continuazione del gioco anche dopo il termine del supporto per Flash. La migrazione è ancora in corso, con l'obiettivo di rendere il sito completamente fruibile per i nuovi standard web.
Nel 2021, Neopets ha lanciato una versione beta di un’app mobile, il Neopets Mobile Site, per rendere più accessibile il gioco su dispositivi mobili. Questo segna un tentativo di modernizzare il sito e di attrarre nuove generazioni di utenti. Inoltre, nello stesso anno è stato annunciato lo sviluppo di un gioco multiplayer basato su blockchain, segnalando l'intenzione del team di esplorare nuove tecnologie, inclusi gli NFT (token non fungibili) legati al mondo di Neopets, cosa che ha suscitato un ampio dibattito tra i fan della comunità.

## Contenuti del sito

### Il Mondo
Neopets si trova sul pianeta immaginario di Neopia, che include svariati regni e mini-mondi a tema. Ciascuno di questi mondi o regioni ha i propri negozi, giochi e altre attività basate sul tema di riferimento. Ogni mondo comprende diverse regioni al suo interno; per esempio, il regno della Montagna del Terrore è suddivisa a sua volta in altre regioni: La Valle della Felicità, Grotte di Ghiaccio, e la Vetta della Montagna, dove si trovano attrazioni differenti.
Ogni mondo ha una sua storia che ripercorre la sua scoperta o la sua distruzione. Per esempio, Maraqua fu distrutta dal Terribile Capitan Kiko a dai suoi pirati molti anni fa ma che è stata ricostruita, riaperta, e salvata dal pirata Lupe Scarblade. Ne La Storia Del Deserto Perduto, dove due thieves salvarono l'intera città del deserto perduto, la città di Qasala ha legami diplomatici con la città di Sakhmet dopo che la città è stata ricostruita.
Neopia utilizza un proprio Calendario Gregoriano ed ha un comune fuso orario, sotto l'acronimo NST (Neopian Standard Time), corrispondente a quello dell'Oceano Pacifico nel mondo reale.
Il 24 giugno 2006, la mappa è stata aggiornata così che gli utenti possono accedere immediatamente all'altra parte del mondo di Neopia.
L'Isola di Lutari (che corrisponde ad un'isola tribale), è accessibile dopo essersi iscritti a Neopets Mobile, che è una versione del sito adattata per i telefoni cellulari, però a pagamento.
Dal dicembre 2006, Il Mondo di Gelatina è l'unico mondo in Neopia inaccessibile tramite la mappa di Neopia. L'esistenza del Mondo Gelatinoso è stata negata dallo staff di Neopets, nonostante le allusioni da parte dei NeoForum. Non è possibile accedere ai link dei giochi correlati al Mondo Gelatinoso che godono di una speciale Protezione (Jelly Blobs of Doom e Bouncy Supreme) tranne che in alcuni giochi specifici. Comunque, sulla Toolbar di Neopets, tramite le icone si può immediatamente accedere al Mondo Gelatinoso. Può accadere che nel Mondo Gelatinoso, i Petpet si possano trasformare in gelatina ed essere mangiati.
Adam Powell e Donna Williams hanno negato ripetutamente in varie interviste che i mondi di sua creazione non intendono assolutamente essere rappresentazioni allegoriche di sistemi politici realmente esistenti nonostante alcune inevitabili ed evidenti coincidenze tra le ambientazioni dei mondi Neopets ed episodi della vita politica nella realtà.

### I Plot
I Plots di Neopets sono delle avventure o degli eventi che propone il sito, che prevedono sfide, avventure e giochi. I plots possono durare da 1 a 3 mesi, e alla fine prevedono premi per chi ha partecipato ed ha raggiunto risultati soddisfacenti. Nel 2005 dal sito venne proposto un evento chiamato La sfida di Neovia.

#### Calendario dell'Avvento
Il Calendario è attivo solamente nel Mese del Festeggiare (dicembre). Ogni giorno, gli utenti possono ricevere diversi premi. Ogni utente è obbligato a ritirare i regali una sola volta. Chi crea più account per ricevere neopunti e regali viene espulso dal sito.

#### La Coppa di Altador
Nel giugno 2006, il sito propone la Coppa di Altador, una competizione basata su di un gioco, Yooyuball (a metà strada tra il lacrosse e il calcio), che dura due mesi. La palla del gioco è un Petpet, lo Yooyu, che esiste in più tipi (normale, ghiaccio, fuoco, darigan, mutante, fatato e a molla). Sedici mondi neopiani hanno partecipato all'evento, e gli utenti potevano scegliere la propria squadra. I Tornei venivano disputati giornalmente tra gli utenti delle diverse squadre. La Squadra del Bosco Stregato arrivò prima, seguita dalla Cittadella di Darigan al secondo posto, e le Isole Roo e Krawk per terze. I tornei iniziarono il 10 giugno. Gli utenti devono essere in grado di votare chi ha giocato bene. Gli utenti vincitori del 2006 sono stati: primo - TPOSG (Isola di Roo), secondo - snarkie (Virtupets), terzo - DJ Skellington (Bosco Stregato).
La seconda Coppa di Altador (conosciuta come Coppa di Altador 2007) è iniziata il 2 giugno 2007. Furono introdotte nuove regole (compresa quella di non cambiare la squadra nella quale si è arruolati fino all'anno successivo). Nonostante quest'anno il torneo avesse lo stesso numero di squadre, Kreludor "per colpa di mancanza di gravità per gli allenamenti" è stata rimpiazzata da Shenkuu. Altri giochi sono stati aggiunti: "Lanciatore di granite," un gioco dove gli utenti devono aiutare una Tuskaninny a servire delle Granite, and "Make Some Noise – Fatti Sentire," con lo scatenato fan Techo, già apparso l'anno scorso. Le squadre vincitrici sono state Darigan (1º posto), Isola di Roo (2º posto), Shenkuu (3º posto) e Isola Krawk (4º posto).
Alla terza coppa di Altador hanno adottato il round-robin per le finali.
Al primo posto è arrivata L'Isola di Roo, seguita dall'Isola Krawk, mentre al terzo posto il Deserto Perduto, poi Shenkuu e Meridell, una squadra che non aveva mai superato la media, mentre la squadra della Cittadella di Darigan, che nella coppa precedente è arrivata prima, ha creato una grande delusione tra i suoi fan e non, arrivando ottava. Quest'anno non ha partecipato il Lago Kiko, a causa "di una frana, che è accaduta per colpa di una strada montuosa, l'unica per arrivare ad altador".

### I Neopet
I Neopet sono gli abitanti di Neopia, creature simili ad animali o creature immaginarie. Esistono numerose specie di Neopet. Sebbene il sito elenchi 54 specie di Neopet, alcune sono difficili da ottenere. I Neopet si presentano in diversi colori e forme. Il Neopet più popolare è Shoyru.
Un utente può avere al massimo 4 Neopet. I Neopet possono essere dipinti con dei pennelli o possono indossare abiti, e possono avere delle proprie personalità e abilità. Si possono adottare o abbandonare al Centro Adozioni. Si può cambiare la specie al proprio Neopet con le Pozioni Metamorfosi/Transmogrificanti, il Laboratorio e i Peluche Magici. Da settembre del 2007, su Neopets è disponibile Neopets Customization Mall, ovvero il Centro dei Neocrediti, un negozio on-line offerto dal sito, dove è possibile comprare con il Paypal o le Carte di Neocash, gli abiti e gli accessori per personalizzare i propri Neopet. Il servizio non è disponibile in Italia, per il limitato business economico in Italia.
I Neopet possono possedere animali domestici denominati Petpet. Esistono oltre 450 differenti specie di Petpet.
I Petpet possono compiere azioni che i Neopet non sanno fare, come svegliare il Turmaculus (un gigantesco Petpet che può mangiare i Petpet degli utenti) e saltare nella “Misteriosa Buca di Symol". I Petpet potevano assistere all'Arena di Battaglia, ma questa opzione è stata cancellata. Ogni tanto un qualsiasi Petpet può assistere di sua spontanea volontà agli incontri di altri utenti. Comunque, adesso i Petpet hanno una loro arena dove possono combattere chiamata “Arena di Battaglia dei Petpet”.
Un Neopet che ne possiede uno può dire qualcosa al suo Petpet. I Petpet rispondono con delle frasi pre-programmate. Nel caso si scrivessero parole inappropriate od offensive i Petpet dicono: “Oh, non dire parolacce e bestemmie: questo è un sito per famiglie!”
Come i Neopet, i Petpet hanno un loro livello, che può essere aumentato visitando Turmaculus o facendoli lottare nell'Arena di Battaglia dei Petpet. Inoltre i Petpet possono essere dipinti con dei loro appositi pennelli.
I Petpet possono anche essere incrociati tra di loro creando una nuova specie ibrida, come Zamillion (tra Zoomik e Gallion) o Wuzzer (tra Buzzer e Dwarf Tree).
I Petpet possono avere a loro volta animali domestici, chiamati Petpetpet, che vivono con loro e i loro Neopet. Possono essere trovati per eventi casuali o comprati nei negozi. Per dare un PetPetpet ad un Petpet bisogna darlo a sua volta al Neopet che lo possiede. I Petpetpet non possono essere rimossi, ma scompaiono appena si toglie il Petpet dal Neopet.
Si può cambiare il colore del proprio Neopet con i pennelli. Molti pennelli sono molto rari come il pennello bebè o il pennello fatato. I pennelli si possono comprare nei negozi degli utenti, ma quelli più rari si trovano alle Aste, alla Bancarella del Baratto dell'Isola del Mistero o nella Torre Nascosta. Può accadere che qualche giocatore fortunato vinca un pennello alla Macchina della Frutta. I Neopet si possono dipingere solamente nel Lago Arcobaleno situato nel Centro di Neopia. Gli unici pennelli non utilizzabili sono il pennello pietra e quello vetro.
Alcuni colori dei Neopet come Muco o Robot sono ottenibili solo nel Laboratorio Segreto. Per accedere ad esso occorrono tutti i 9 pezzi della mappa.

### Economia
In generale, l'economia di Neopia è abbastanza varia, ma principalmente si basa una di tipo capitalista, poiché si sorregge su guadagni di ogni singolo utente. Un utente può guadagnare neopunti in diversi modi (con il negozio, i baratti, le aste, i link sponsor dei neopunti gratis), anche se i giochi procurano più profitti. Non ci sono limiti giornalieri per guadagnare neopunti, ne tantomeno un limite per possederli. Tramite i neopunti è possibile comprare gli oggetti su Neopets. Esistono quattro forme di commercio: i negozi di Neopia, negozi degli utenti, i baratti e le aste. Nel caso della prima, i profitti arrivano direttamente agli amministratori del sito, mentre nelle ultime tre, sono gli utenti stessi a ricavarne i profitti. Ma non tutte le forme di commercio sono uguali:
Un utente può scegliere se costruire o non, un negozio. Dopodiché può inserirci tutti gli oggetti che possiede (a seconda della dimensione del negozio) - cioè che ha comprato in altri negozi, che ha ricevuto per regalo o che ha trovato in degli eventi casuali - stabilire un prezzo per ogni singolo oggetto (fino a 99 999) e una volta acquistati può ricavare i neopunti entrati nella cassa.
Nei baratti e nelle aste invece è diverso: nei primi, si può mettere un singolo oggetto o un intero lotto e scrivere quali oggetti si desiderano in cambio. Nella maggior parte dei casi, i baratti vengono utilizzati per vendere oggetti con prezzi superiori a 100 000 neopunti come pennelli e pozioni. E poi le offerte non sono rapide e possono essere accettate o rifiutate dagli altri utenti o cancellate dagli offerenti stessi; nel caso delle aste, invece, tutto funziona come ad un'asta tradizionale: un utente mette un oggetto all'asta con un prezzo ben preciso, gli utenti fanno le loro offerte. Scaduto il tempo, l'oggetto viene destinato a colui che ha offerto la cifra più alta.

### Giochi
All'interno del sito vi sono 1001 giochi, suddivisi in categorie specifiche: Azione, Fortuna/possibilità, Puzzle, Sportivi, A più giocatori. Con i giochi si possono guadagnare neopunti che vengono direttamente accreditati all'utente.
Quando si finisce un gioco in tutti i livelli e si totalizza un punteggio molto alto, è possibile anche viceré un trofeo.
La maggioranza dei giochi che offre il sito sono giochi di Flash, ovvero giochi per cui è obbligatoria l'installazione del plug-in di Adobe Flash Player per giocare. Il limite massimo per l'invio del punteggio totalizzato è di 3 volte al giorno, e il limite stabilito per l'invio è di 1000 neopunti. Nella settimana del Compleanno di Neopets (15-22 novembre) i giocatori possono inviare più di 5 volte al giorno. Gli utenti possono aggiudicarsi dei trofei dopo aver superato dei punteggi massimi raggiunti da altri utenti. Giornalmente, il sito propone un gioco, il quale punteggio inviato è il doppio di quello normale. A marzo è possibile sfidare due campioni del sito - AAA e Abigail - con delle sfide dei giochi da loro proposti, ricevendo dei premi in base alle sfide portate a termine.
I giochi sponsor sono dei giochi del sito che sponsorizzano i prodotti di diverse compagnie. Essi sono temporanei e sul sito in italiano non sono disponibili (quindi per giocarci è obbligato mettere il sito in inglese).

### Incarichi
Può capitare di ricevere un incarico da una delle fate che si trovano sul sito. Vi sono fate rappresentano 6 elementi (acqua, aria, fuoco, luce, tenebre, terra), altre due che non hanno elementi (della Fontana, dello Spazio) e infine la Regina delle Fate: Fyora. Gli incarichi sono totalmente casuali (tranne quello di Jhudora, Illusen e Taelia, che è di libera scelta dell'utente, però questa costituisce una fata a parte) e facoltativi: esse richiedono oggetti per avere in cambio all'utente un aumento dei valori di un singolo neopet. Non si può utilizzare il Mago dei Negozi, cioè il motore di ricerca dei negozi degli utenti (a differenza di quello di Jhudora, Illusen e Taelia, dove è possibile). Gli incarichi possono essere dati anche da altri personaggi del sito come l'Esophagor, Edna la Strega, lo Chef sottomarino, l'Albero Cervello e la Fata della Neve, ed essi permettono l'utilizzo del Mago dei Negozi.

### Concorsi
Su Neopets è possibile aderire a diversi concorsi: possono essere di poesie, di racconti, di didascalie o di disegni, oppure riferiti all'aspetto dei propri neopets o del profilo dell'utente, come miglior profilo, miglior pagina del proprio neopets e miglior neopets vestito. Vincendo, si può ricevere un premio in Neopunti.

## Modifiche all'aspetto
Neopets offre la possibilità di modificare l'aspetto del profilo del proprio utente, del negozio, della gilda e delle pagine dei neopets. Per modificare l'aspetto è necessario lavorare con i CSS, cioè il linguaggio HTML, ma molti siti web e molte pagine dei neopets create apposta dagli altri utenti, offrono sfondi e profili già pronti. Del resto, per i meno esperti all'interno del sito è disponibile una guida per tutto ciò.

## Collezioni
Gli utenti hanno la possibilità di collezionare gli oggetti in un'apposita galleria, ma esistono anche gli album di figurine, di francobolli, di conchiglie... I trofei vinti vengono mostrati nel profilo dell'utente.

### Neocasa
La Neocasa può essere costruita in un mondo a propria scelta (i costi del terreno di costruzione possono essere diversi): si sceglie il luogo; si clicca su un pezzo di terreno dove costruire una stanza e si sceglie il materiale di cui costruirla e le porte da inserire; dopodiché, quando la costruzione è terminata, si possono aggiungere i mobili acquistati nei negozi.
Recentemente sono state introdotte nuove Neocase, con un maggior livello di personalizzazione e la possibilità di vedere i propri neopets al loro interno. Sfortunatamente, non tutti gli oggetti sono stati implementati nelle nuove Neocase e quelli utilizzabili presentano, in basso a destra, una casetta nera.

### Negozi
Ogni utente può possedere un negozio dove vendere i propri oggetti. Ovviamente mettere su un negozio ha un suo prezzo e del resto anche ingrandirlo, per metterci più oggetti. Ogni singolo oggetto messo in vendita è rintracciabile tramite il Mago dei Negozi.
I neopunti guadagnati grazie al proprio negozio finiscono nella cassa. La vendita di un oggetto con valore maggiore a 1000 neopunti viene annotata nel registro vendite, dove vengono, appunto, mostrati gli oggetti, il loro prezzo ed i relativi acquirenti.

### Temi del sito
Neopets crea dei temi appositi per personalizzare l'aspetto interno del sito a proprio piacimento. Oltre a quelli classici (rosso, blu, verde, giallo o default) prodotti nell'aprile del 2007, ve ne sono altri, conquistabili in seguito a delle sfide completate (come quello della Coppa di Altador, di Cyodrake), oppure solo durante certi periodi dell'anno (Tema di Halloween). Solo quello di san Valentino si può ottenere ricevendo il biglietto di San Valentino da un utente anonimo.
Inoltre c'è il tema del compleanno di Neopets, che non si può ottenere e compare solo quando l'utente o il sito festeggiano gli anni.

## Community
Gli utenti possono interagire fra di loro attraverso diversi strumenti di comunicazione: le e-mail interne tra diversi tenti si chiamano Neomail e i forum di discussione tra diversi utenti, Neoforum. Per ragioni di sicurezza è possibile accedere ai diversi strumenti di interazione con altri utenti solamente dopo aver compiuto 13 anni. Se ancora non si è raggiunta tale età, bisogna compilare e spedire il Modulo del Consenso dei genitori. Per motivi di sicurezza, sul sito sono stati applicati diversi filtri: è severamente proibito spammare, pubblicare immagini di sesso esplicito od utilizzare linguaggio inappropriato attraverso le Neomail, le Gilde o i Neoforum: si rischia l'espulsione dal sito.

### Gli avatar dei Neoforum
Su Neopets, gli avatar sono delle piccole icone che vengono utilizzate per rappresentare un utente nei forum. Si applicano nell'icona del proprio utente e si possono scegliere nelle opzioni di Neoforum e vengono visualizzati nei forum. Gli avatar si possono anche acquisire visitando certe zone del sito o il profilo dei neopets dipinti. Su Neopets esistono più di 300 avatar, e molti utenti li collezionano.

### Le Gilde
Le gilde sono un ibrido tra un forum di discussione e un blog, che creano gli utenti di neopets, alla quale possono aderirne altrettanti. Molti utenti parlano di cose che riguardano sia Neopets che temi non riguardanti. Come scritto prima, l'aspetto delle gilde si può modificare con i CSS.

## Servizi a Pagamento

### Neopets Premium
Neopets premium è una versione a pagamento del sito - dove gli utenti pagano $7,90 al mese (€ 8,00 circa), ovvero $69,90 (€ 70,00 circa) - che offre infiniti vantaggi all'utente, quali:
- un dominio personale per le proprie e-mail, come neomail.com
- uno stipendio mensile aggiuntivo di 2500 Neopunti
- un portale personalizzabile
- un Mago dei Negozi in grado di trovare il prezzo più basso di tutta neopia
- maggiore possibilità di eventi casuali

È possibile pagare sia con la carta di credito che con il PayPal.

### Neopets Customization Mall
NC Mall è un servizio a pagamento di Neopets: per l'esattezza è un vero e proprio negozio virtuale, dove con delle apposite carte (NC Card, disponibile solo negli Stati Uniti, in Canada, in Australia, a Singapore e in Regno Unito) gli utenti comprano i vestiti e gli accessori da indossare per i propri neopets. Rispetto a quelli tradizionali che si trovano anche nei negozi degli utenti, questi sono animati e più dettagliati.

### KeyQuest
Il 1º febbraio 2008, Neopets ha reso disponibile un nuovo servizio per gli utenti, chiamato KeyQuest. Nei svariati prodotti della nuova linea di marketing di Neopets Inc., vengono forniti dei codici sorpresa per entrare nell'area del sito dedicata a tale servizio, per ricevere regali. Generalmente, i regali offerti comprendono dei gettoni da collezione virtuali e la possibilità di giocare ai nuovi giochi forniti da KeyQuest. Il servizio è, pero, solamente disponibile nei paesi anglofoni.

## Sicurezza
Come già detto prima, Neopets applica dei filtri per la sicurezza degli utenti, quale il limite di età per poter accedere ai servizi posto a 13 anni. Ma ciò non basta: il sito è frequentato in grandissima maggioranza da adolescenti e ragazzi giovani oppure bambini. Ed è questa la ragione per cui ha dovuto applicare tali restrizioni. Del resto le punizioni per attività poco corrette sono molto severe, ovvero il blocco totale del proprio utente, come avviene in altre comunità virtuali. Si può rimanere "congelati" (dall'inglese "freeze", che vuol dire anche "bloccato") in seguito a diversi motivi:
- diffusione di immagini di sesso esplicito o pornografiche
- utilizzo di account secondari per guadagnare neopunti e ricevere regali
- utilizzo di linguaggio inappropriato e volgare
- diffusione di immagini scabrose e di violenza

Ultimamente in rete sono presenti dei tali che in diversi blog scrivono in inglese che promettono regali e neopunti (il famigerato "generatore di neopunti") in cambia della vostra password. Ciò non è altro che un ingannevole metodo truffaldino, in cui spesso cadono utente ingenui e novizi.

## Il successo nel marketing
Neopets, sebbene appartenente alla Viacom, negli ultimi anni ha avuto un successo commerciale tanto da dover istituire un marketing molto grande. Il marketing di Neopets è molto sviluppato negli Stati Uniti, in Canada, in Australia e a Singapore, in piccola parte anche in Regno Unito. In Italia non ha avuto molto successo ed è poco conosciuto. Probabilmente proprio per questo motivo al termine del 2008 la versione italiana di Neopets non sarà più aggiornata. Tra i prodotti e i gadget che fornisce, vi ritroviamo magliette, tappetini per mouse, tazze e bicchieri già pronti o personalizzabili, due videogiochi (The Darkest Fairie e Shenkuu Adventure) su PlayStation 2, PlayStation Portable e Xbox 360 - mentre è in attesa un terzo videogioco sulla PlayStation 3 - carte da gioco, una rivista ufficiale e peluche.